# Липовец (Мартин)
Липовец (слч. Lipovec) насељено је мјесто са административним статусом сеоске општине (слч. obec) у округу Мартин, у Жилинском крају, Словачка Република.

## Становништво
| Година:    | 1994. | 2004.    | 2014.    | 2024.   |
| ---------- | ----- | -------- | -------- | ------- |
| Број људи: | 672   | 844      | 948      | 912     |
| Разлика:   |       | +25,59 % | +12,32 % | -3,79 % |

| Година:    | 2023. | 2024.   |
| ---------- | ----- | ------- |
| Број људи: | 921   | 912     |
| Разлика:   |       | -0,97 % |

Према подацима о броју становника из 2011. године насеље је имало 947 становника.